# فيضانات ماهاراشترا 2021
فيضانات ولاية ماهاراشترا 2021 هي سلسلة من الفيضانات التي اجتاحت ولاية ماهاراشترا الهندية في 28 يوليو 2021. أدت الفيضانات إلى وفاة حوالي 251 شخصًا واعتُبر 100 شخص في عداد المفقودين بسبب الفيضانات والانهيارات الأرضية. تأثرت ثلاث عشرة مقاطعة في غرب ولاية ماهاراشترا بهذه الفيضانات.

## التاريخ وتغير المناخ
شهدت ولاية ماهاراشترا هطول أمطار غزيرة في العديد من مقاطعاتها الغربية منذ 22 يوليو 2021. وذكرت شبكة NDTV في 23 يوليو 2021 أن ولاية ماهاراشترا شهدت أعلى هطول للأمطار في شهر يوليو منذ 40 عامًا.
كان من الممكن أن يلعب تغير المناخ دورًا مهمًا في التسبب في فيضانات واسعة النطاق عبر ولاية ماهاراشترا. تُظهر البيانات المرصودة ارتفاعًا بمقدار ثلاثة أضعاف في أحداث هطول الأمطار الشديدة على نطاق واسع في جميع أنحاء الهند، بما في ذلك المناطق التي حدثت فيها الفيضانات. أظهرت ظروف الأرصاد الجوية المحلية وجود نظام ضغط منخفض استوائي في خليج البنغال، وهو ما يُسبب الرياح الموسمية الغربية التي تهب من بحر العرب. جلبت هذه الرياح الغربية كمية غير عادية من الرطوبة من بحر العرب الدافئ، مما أدى إلى إطلاقها على شكل أمطار غزيرة إلى شديدة عبر ولاية ماهاراشترا على مدار أسبوع. كان معهد بوتسدام لأبحاث تأثير المناخ قد أعلن في أبريل 2021 عن تأثير تغير المناخ بشكل كبير على مواسم الرياح الموسمية في الهند.

## عمليات الإنقاذ

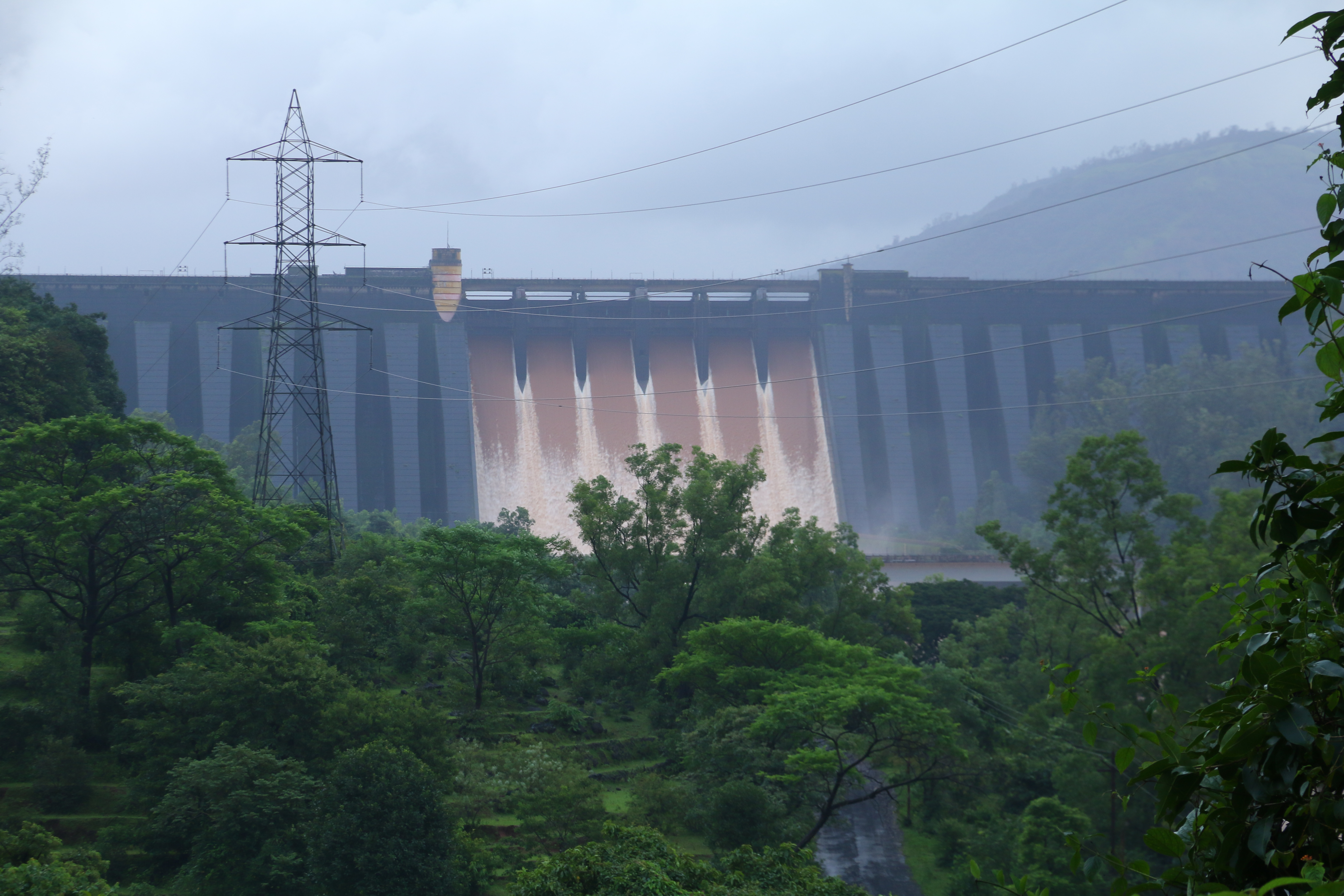
تصريف المياه من سد كوينا

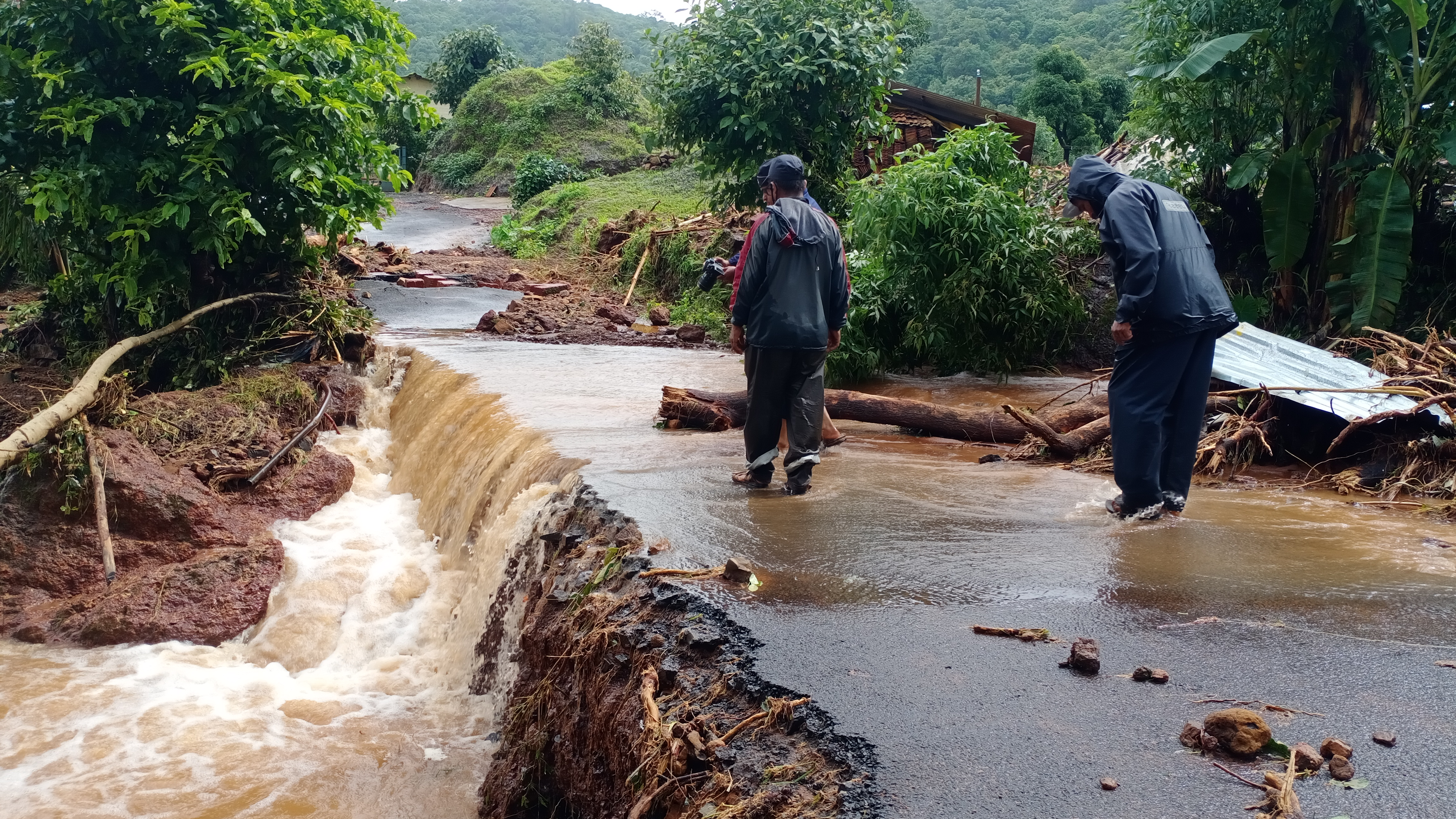
دمر الطريق بسبب الفيضانات بالقرب من ساتارا

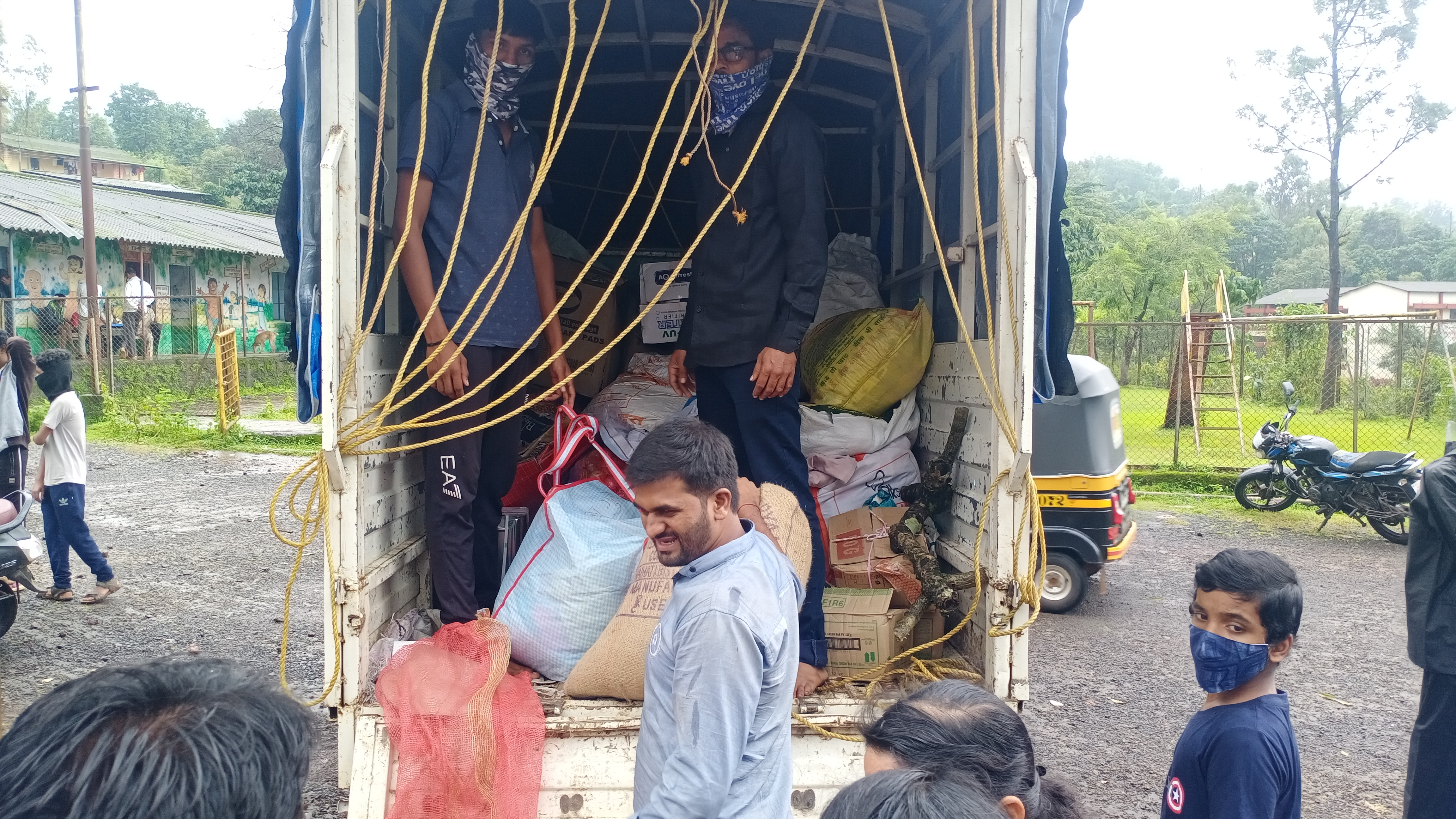
يتم توزيع المواد الغذائية والمواد الأساسية الأخرى من قبل المنظمات التطوعية على المتضررين.

المناطق الأكثر تضررا هي مناطق رايجاد، وراتينجيري، وسيندهودبرغ، وساترا، وسنغالي وكولهابور. بسبب الأمطار الغزيرة، تضررت أكثر من 1020 قرية في هذه المناطق. جرى إجلاء أكثر من 375 ألف شخص من بينهم حوالى 206 ألفًا من منطقة سانجلي وحوالى 150 ألفا من منطقة كولهابور. كان هناك مادية من بينها نفوق أكثر من 28700 من الطيور الداجنة ونحو 300 حالة نفوق أخرى للحيوانات في مقاطعات كولهابور وسانغلي وساتارا وسندودورج. تشير التقديرات الأولية إلى أن أكثر من (200000) هكتار من المحاصيل قد تضررت في الفيضانات.
تأثرت وتضررت مرافق البنية التحتية المختلفة. وقد غُمر حوالي 800 جسر، مما منع الاتصالات مع مختلف القرى. تأثرت إمدادات مياه الشرب لحوالي 700 قرية، كما تسبب هطول الأمطار في أضرار لحوالي 14700 محول كهربائي، مما أثر على إمدادات الطاقة لما يقرب من (950000) مستهلك، وجرى استعادة إمداد الطاقة لحوالي (650.000) مستهلك من خلال إصلاحات ما يقرب من 9500 محول.
تم نشر حوالي 34 فريقًا من القوة الوطنية للاستجابة للكوارث (NDRF) للقيام بمهام الإنقاذ في مناطق مختلفة. أعلنت الحكومة المركزية في 27 يوليو 2021 عن مساعدة مالية 700 كرور روبية هندية (120 مليون دولار أمريكي) كما أعلن ممثلوا حزب بهاراتيا جاناتا في مجلس ولاية ماهاراشترا أيضاً أنهم سيتبرعون براتب شهر واحد لدعم الإغاثة.